# Roman Herzog
Roman Herzog (Landshut, 5 aprile 1934 – Jagsthausen, 10 gennaio 2017) è stato un politico, avvocato e giudice costituzionale tedesco, 7º presidente federale della Germania dal 1º luglio 1994 al 30 giugno 1999. È membro della CDU. In precedenza è stato ministro dell'istruzione dal 1978 al 1980 e della cultura, dal 1980 al 1983 ministro degli interni del Baden-Württemberg, dal 1983 al 1994 è stato giudice presso il Corte costituzionale federale tedesca e dal 1987 suo presidente.
In qualità di presidente federale, Herzog era noto, tra le altre cose, per il suo discorso a Berlino nel 1997, in cui chiedeva una "scossa attraverso la Germania" e una maggiore volontà di riformare la società e la politica. Nel 1996 ha introdotto il 27 gennaio come giorno della memoria per le vittime del nazionalsocialismo. È stato incaricato della redazione della Carta dei diritti fondamentali dell'Unione europea ed è stato Presidente della Convenzione europea per l'elaborazione di una Costituzione europea. Inoltre, nel 2008 ha coniato il termine “democrazia dei pensionati”.

## Biografia
Roman Herzog è nato in Baviera in una famiglia protestante. Suo padre era un uomo d'affari prima di diventare archivista della città di Landshut, e sua madre impiegato di banca.

### Formazione e carriera
Dopo aver superato con una media di 1,0 la maturità, si è laureato nel 1953 in giurisprudenza a Monaco di Baviera, nel 1957 con il massimo dei voti e nel 1961 ha superato l'esame legale di stato. Nel 1958 ha ottenuto il dottorato (Dr. jur.).
Nel 1964 è stato assistente di ricerca di Theodor Maunz presso la facoltà di giurisprudenza dell'Università di Monaco di Baviera. Durante questo periodo ha completato la sua tesi di abilitazione. Fino al 1965 ha insegnato come docente presso l'Università di Monaco di Baviera. Nel 1965 è stato nominato all'Università libera di Berlino come professore a tempo pieno presso il Dipartimento di diritto e politica. Qui dal 1967 al 1968 è stato decano e dal 1968 al 1969 Vice-Preside della facoltà di giurisprudenza.
Nel 1969 ha poi seguito la chiamata dell'Università tedesca di scienze amministrative di Spira alla cattedra di teoria politica e di politica; dal 1971 al 1972 ne è divenuto il rettore.

## Carriera politica

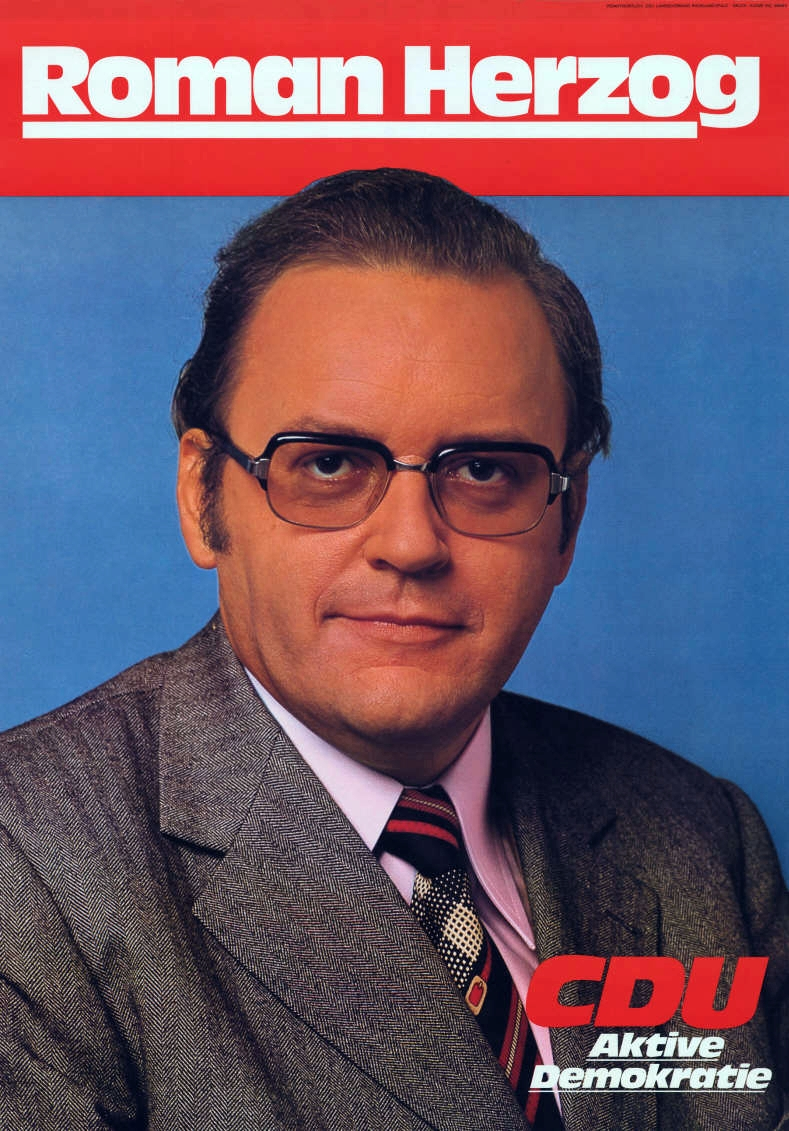
Manifesto elettorale per l'elezione dello stato della Renania-Palatinato con Roman Herzog, 1975

La carriera politica di Herzog è iniziata nel 1973, come rappresentante dello stato (Land) della Renania-Palatinato nel governo federale di Bonn. Ha servito come ministro di Stato per la Cultura e Sport nel governo dello stato del Baden-Württemberg guidato dal Ministro-Presidente Lothar Späth dal 1978. Nel 1980 è stato eletto al Landtag del Baden-Württemberg e ha assunto l'icarico al Ministero degli Interni dello Stato.
Herzog è stato a lungo attivo nella Chiesa evangelica in Germania. Fino al 1980, è stato a capo della Camera per la responsabilità pubblica di questa chiesa, e, a partire dal 1982 è stato membro del sinodo. Nel 1983 Herzog è stato eletto giudice della Corte Costituzionale Federale di Germania (Bundesverfassungsgericht) a Karlsruhe, in sostituzione di Ernst Benda. Dal 1987 al 1994, è stato anche presidente della Corte, questa volta sostituendo Wolfgang Zeidler. Nel settembre 1994, gli successe in quell'ufficio Jutta Limbach.

### Presidente federale

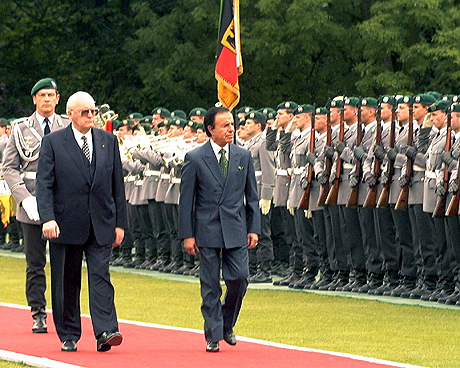
Roman Herzog e Carlos Menem, 26 maggio 1997.

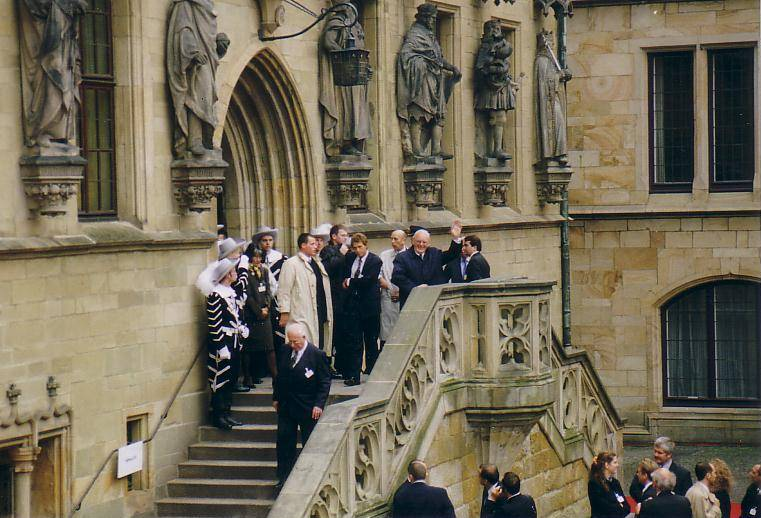
Il presidente federale Herzog di fronte al municipio di Osnabrück (1998).

Già nel 1993, il cancelliere Helmut Kohl aveva scelto Herzog come candidato per le elezioni presidenziali del 1994, dopo la sua scelta precedente, il ministro della Giustizia dello Stato della Sassonia Steffen Heitmann, si è dovuto ritirare a causa di un putiferio circa le dichiarazioni che ha fatto sul passato tedesco, sugli etnici, dei conflitti e il ruolo delle donne. Entro l'inizio del 1994, però, i leader dei Liberi Democratici, i membri più giovani della coalizione del governo di Kohl, espressero sostegno per Johannes Rau, il candidato di opposizione che i socialdemocratici avevano nominato. I media tedeschi hanno anche ipotizzato altri potenziali candidati inclusi Kurt Masur e Walther Leisler Kiep. L'ex ministro degli Esteri, Hans-Dietrich Genscher si rifiutò.
Herzog è stato eletto presidente della Germania da parte dell'Assemblea federale (Bundesversammlung) il 23 maggio 1994. Nel decisivo terzo turno di votazione, ha vinto il sostegno dei Liberi Democratici. La loro decisione è stata presa come un segno che la coalizione è rimasta ferma.
Herzog ha assunto l'incarico di Presidente federale il 1º luglio 1994. Ha partecipato alle commemorazioni del 50º anniversario della Rivolta di Varsavia durante l'Occupazione nazista della Polonia nel 1994. In un discorso ampiamente lodato, ha reso omaggio ai combattenti e al popolo polacco e chiese "perdono per quello che è stato fatto a voi dai tedeschi". Nel 1995, Herzog è stato uno dei pochi dignitari stranieri che partecipano alle osservanze, in occasione del 50º anniversario della liberazione del campo di concentramento di Auschwitz che hanno scelto di partecipare ad un servizio ebraico presso il sito del campo piuttosto che la cerimonia ufficiale di apertura a Cracovia promossa dal governo polacco. Nel gennaio 1996, Herzog ha dichiarato il 27 gennaio, nell'anniversario della liberazione del Campo di concentramento di Auschwitz del 1945, come il giorno ufficiale della memoria della Germania per le vittime del regime di Hitler. Alla fine del 1997, in un passo importante per la Germania riconosce ufficialmente l'uccisione e la sofferenza dei Rom e Sinti sotto il nazismo, ha detto che la persecuzione dei Rom e Sinti è stato lo stesso del terrore contro gli ebrei.
Nell'aprile 1997, Herzog ha causato una polemica a livello nazionale, quando, in un discorso tenuto presso l'Hotel Adlon a Berlino, ha interpretato la Germania come pericolosamente ritardataria nei cambiamenti sociali ed economici. Nel discorso, rimproverò i leader di stallo legislativo e denunciò un senso di nazionale "abbattimento", una "sensazione di paralisi" e persino una "depressione mentale incredibile". Rispetto a quello che lui chiamava le economie più innovative di Asia e America, ha detto che la Germania è stata "minacciata di cadere indietro".
Nel novembre 1998, l'ufficio di Herzog viene trasferito formalmente a Berlino, diventando la prima agenzia federale per passare da Bonn alla capitale redisegnata. Ha mantenuto il suo incarico fino al 30 giugno 1999 e non ha cercato la rielezione. Al termine del suo mandato di cinque anni come capo di stato, gli successe Johannes Rau.

#### Visite di Stato
| Anno | Mese      | Stati                                                                     |
| ---- | --------- | ------------------------------------------------------------------------- |
| 1994 | luglio    | Francia                                                                   |
| 1994 | agosto    | Polonia (50º anniversario di Rivolta di Varsavia), Belgio (NATO), Austria |
| 1994 | settembre | Ungheria                                                                  |
| 1994 | ottobre   | Belgio, Lussemburgo                                                       |
| 1994 | dicembre  | Israele                                                                   |
| 1995 | gennaio   | Svizzera (WEF)                                                            |
| 1995 | settembre | Svizzera                                                                  |
| 1995 | ottobre   | Francia (Parlamento europeo)                                              |
| 1995 | ìnovembre | Brasile                                                                   |
| 1996 | gennaio   | Etiopia (OAU)                                                             |
| 1996 | maggio    | Venezuela                                                                 |
| 1996 | novembre  | Cina                                                                      |
| 1996 | novembre  | Nepal                                                                     |
| 1997 | maggio    | Austria                                                                   |
| 1997 | Juli      | Stati Uniti                                                               |
| 1997 | settembre | Russia                                                                    |
| 1998 | febbraio  | Ucraina, Kirghizistan, Polonia                                            |
| 1998 | marzo     | Sudafrica                                                                 |
| 1998 | aprile    | Namibia                                                                   |
| 1998 | luglio    | Danimarca                                                                 |
| 1998 | settembre | Corea del Sud, Mongolia                                                   |
| 1998 | novembre  | Israele                                                                   |
| 1998 | dicembre  | Regno Unito                                                               |
| 1999 | Maggio    | Lituania, Lettonia                                                        |

## Post-presidenza

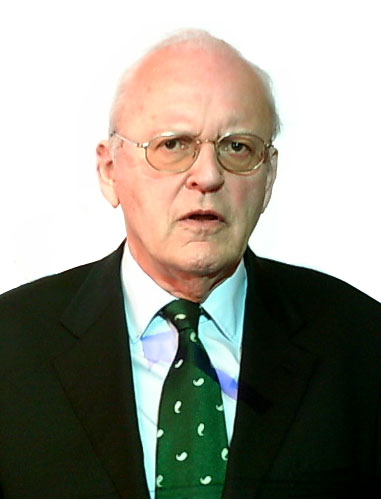
Roman Herzog nel 2006

Dal dicembre 1999 al ottobre 2000, Herzog ha presieduto la Convenzione europea che ha redatto la Carta dei diritti fondamentali dell'Unione europea. Nel periodo gennaio-marzo 2000 con l'ex Presidente della banca centrale Hans Tietmeyer, l'ex giudice federale Paul Kirchhof, Herzog ha portato una commissione indipendente per indagare su uno scandalo finanziario che colpisse la CDU. In mezzo a un dibattito tedesco sopra l'etica della ricerca nel campo delle biotecnologie e in particolare l'uso di embrioni per un'indagine genetica e la diagnosi, Herzog ha sostenuto nel 2001 che un divieto assoluto di ricerca sulle cellule staminali embrionali - che hanno la capacità di svilupparsi in diversi tessuti del corpo - sarebbe eccessivo, affermando: "io non sono disposto a spiegare a un bambino malato con fibrosi cistica, di fronte alla morte e la lotta per il respiro, i motivi etici che ostacolano la scienza che lo potrebbe salvare".
In risposta al cancelliere Gerhard Schröder di "Agenda 2010", presentato nel 2003, l'allora leader opposizione del CDU Angela Merkel gli è stato assegnato il compito di redigere proposte alternative di riforma dell'assistenza sociale a una commissione guidata da Herzog. Il partito poi ha approvato un pacchetto della Commissione Herzog di proposte di riforma, le cui raccomandazioni inclusero il disaccoppiamento dei premi di salute e di assistenza infermieristica da guadagni della gente invece che la riscossione di una somma forfettaria mensile su tutta la linea.
Herzog è morto nelle prime ore del 10 gennaio 2017 all'età di 82 anni.

## Vita privata
Nel 1958, sposò Christina Krauss, due anni più giovane di lui. La coppia ha avuto due figli: Markus, nato nel 1959, e Hans Georg, è venuto al mondo cinque anni più tardi. Sua moglie è morta nel 2000, l'anno successivo ha sposato Alexandra Freifrau von Berlichingen, nata nel 1941.
Era un membro della Chiesa evangelica in Germania.

## Pubblicazioni
- Grundrechtsbeschränkung nach dem Grundgesetz und Europäische Menschenrechtskonvention. Dissertation, 1958.
- Die Wesensmerkmale der Staatsorganisation in rechtlicher und entwicklungsgeschichtlicher Sicht. Habilitation, 1964.
- Kommentar zum Grundgesetz „Maunz-Dürig-Herzog“ (Mitherausgeber), seit 1964.
- Evangelisches Staatslexikon (Mitherausgeber), seit 1966.
- Allgemeine Staatslehre, 1971.
- Staaten der Frühzeit. Ursprünge und Herrschaftsformen. 1988.
- Staat und Recht im Wandel. 1994.
- Vision Europa. Antworten auf globale Herausforderungen. Hamburg 1996.
- Kann man aus der Geschichte lernen? Abera Verlag, Hamburg 1997.
- Strukturmängel der Verfassung? Erfahrungen mit dem Grundgesetz. Deutsche Verlags-Anstalt, Stuttgart / München 2000, ISBN 3-421-05348-0.
- Wider den Kampf der Kulturen: eine Friedensstrategie für das 21. Jahrhundert, herausgegeben von Theo Sommer. Fischer, Frankfurt am Main 2000, ISBN 3-10-030210-9.
- Jahre der Politik: die Erinnerungen. Siedler, München 2007, ISBN 3-88680-870-X.
- Europa neu erfinden, vom Überstaat zur Bürgerdemokratie. Siedler, München 2014, ISBN 978-3-8275-0046-5.